# Dernów

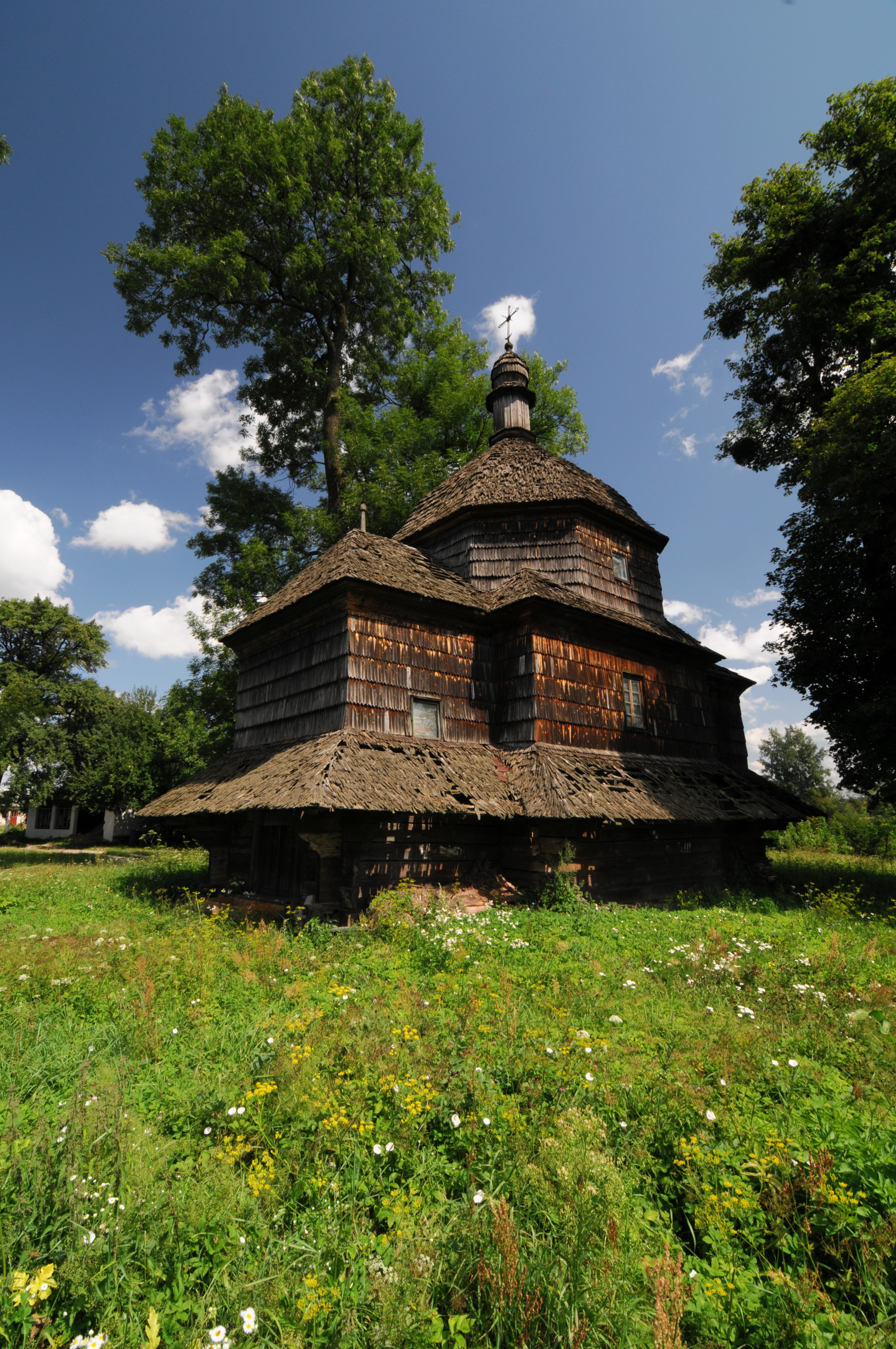
Drewniana cerkiew św. Nikity

Dernów (ukr. Дернів) – wieś na Ukrainie. Należy do rejonu lwowskiego (wcześniej w rejonu kamioneckiego) w obwodzie lwowskim i liczy 800 mieszkańców.
Dziedzicem majątku był hr. Karol Mier (zm. 1885). Pod koniec XIX wieku właścicielką majątku była jego żona hr. Helena Mierowa.
Za II Rzeczypospolitej do 1934 roku wieś stanowiła samodzielną gminę jednostkową w powiecie kamioneckim w woj. tarnopolskim. W związku z reformą scaleniową została 1 sierpnia 1934 roku włączona do nowo utworzonej wiejskiej gminy zbiorowej Kamionka Strumiłowa w tymże powiecie i województwie. Po wojnie wieś weszła w struktury administracyjne Związku Radzieckiego.